# Machilus robusta
Machilus robusta är en lagerväxtart som beskrevs av William Wright Smith. Machilus robusta ingår i släktet Machilus och familjen lagerväxter. Inga underarter finns listade i Catalogue of Life.